# 西班牙民族解放阵线
西班牙民族解放阵线（西班牙語：Frente Español de Liberación Nacional，缩写FELN）是西班牙反法西斯主義团体，1963年至1970年间活跃于比利时和法国。

## 历史
20世纪60年代初，在总书记圣地亚哥·卡里略领导下的西班牙共产党放弃了武装斗争，导致游击队活动的减弱。新分离的组织由胡利奥·阿尔瓦雷斯·德尔巴约等对总党政策转变感到失望的共产党人领导，他们希望能继续保持武装斗争，并不受佛朗哥的影响。他们的主要目标是：
- 继续西班牙境内的武装斗争；
- 采取一切必要行动推翻弗朗哥政权。

民族解放阵线除了代表共和國流亡政府和反弗朗哥主义，还强调了反美的主张，是最早要求关停西班牙军事基地的团体之一。然而由于当时西班牙武装警察、国民警卫队以及政治警察局的强大势力，民族解放阵线只聚集了很小的力量，其活动在其历史上基本上处于边缘地位。阿尔瓦雷斯·德尔巴约本人也常受到共产党人的嘲笑。
在接受法国《世界报》的采访时，阿尔瓦雷斯·德尔巴约表示，民族解放阵线拥有广泛的群众基础，其中包括许多社会党派的异见者。反法西斯主义的西班牙人已经决定与佛朗哥独裁统治斗争到底。他还表明自己不是该组织的主席。他还声称民族解放阵线是“西班牙第三共和运动的武装翼”。这是当时已解散的，总部位于阿爾及爾的原西班牙共和党组织。他也因此受到其他西班牙流亡群体的争议。
1968年春，法国的五月风暴影响了阵线的革命事业。1970年，民族解放阵线与西班牙共产党（马列）和社会党先锋队一同并入反法西斯爱国革命阵线。

### 蒙特内哥罗事件
在国家解放阵线组织中，最有名的积极分子是安德烈斯·鲁伊斯·马克斯，外号“蒙特内哥罗上校”（Coronel Montenegro），原西班牙陆军中校，擅长滑雪。从1964年5月10日开始，他在马德里市中心的不同地方设置了小型炸弹（实际上是大型爆竹）。他还曾在佛朗哥政权的政府驻地、美国使馆和希尔顿酒店附近制造过爆炸。6月23日，他在在市中心塞拉诺大街被西班牙警方逮捕，当时他身上还带着三只爆竹。
7月7日，他被判处死刑，并被指控在1963年9月参与马德里一系列爆炸装置的安置。不久后，他被改判为无期徒刑，以展现佛朗哥政权的“宽宏大量”。